# Rybnovskij rajon
Il Rybnovskij rajon (in russo Рыбновский район?) è un rajon dell'Oblast' di Rjazan', nella Russia europea; il capoluogo è Rybnoe. Istituito nel 1929, ricopre una superficie di 1.407 chilometri quadrati ed ospita una popolazione di circa 37.000 abitanti.